# Janko Janša
Janko Janša, slovenski smučarski tekač in kolesar * 19. julij 1900, Mojstrana, † ?.
Joško Janša je za Kraljevino SHS nastopil na Zimskih olimpijskih igrah 1928 v Sankt Moritzu, kjer je nastopil v teku na 18 (40. mesto) in 50 km (29. mesto). 